# Rivadavia (Salta)
Rivadavia es una localidad del noroeste de la Argentina, en la provincia de Salta. Es cabecera del departamento homónimo.

## Ubicación
Rivadavia banda sur se encuentra a 387 km de la ciudad de Salta, capital de la provincia.
El departamento de Rivadavia está organizado en tres Municipios: Pilcomayo (Santa Victoria Este), Rivadavia Banda Norte (Morillo) y Rivadavia Banda Sur ( con tres centros urbanos: La Unión, Santa Rosa y Rivadavia banda Sur) estos últimos se conectan con la RP 13, que comunica al municipio con el resto de la provincia a través de 144 km de camino de ruta asfaltada hasta el paraje La Estrella (cruce de RP13 y RP5)  . Desde Salta capital se puede llegar por tres vías diferentes, la más utilizada y la de menor recorrido es por la RN 34 luego tomar la RP1 (se encuentra antes de llegar a San Pedro de Jujuy) la cual conduce a Palma sola y luego paraje La Estrella antes mencionado. La segunda via desde Salta capital es por RN34 luego empalmar por RP5 a la altura de localidad de Lumbreras para luego llegar a la Estrella, esta vía tiene aproximadamente 70 km más de recorrido que la principal por Palma sola pero con la ventaja que se evitan 30 km de ripio en mal estado pertenecientes a la provincia de Jujuy. Y la tercera via por RN34 hasta la localidad de Pichanal paga empalmar con RP5 también, esta última opción si bien también es más larga que la principal, es la  mas elegida por los automovilistas que utilizan GNC por la disponibilidad de estaciones de servicio para dicho combustible. 

## Población
Contaba con 8.126 familias que corresponden a 30.449 habitantes según el último CENSO 2010. Datos INDEC
La población está integrada por habitantes de Pueblos Originarios .

## Fiesta Patronal
- Señor y Virgen de los Milagros, 15 de septiembre

Se accede a Rivadavia por la RP 13, que desde La Estrella comunica al municipio con el resto de la Provincia a través de 144 km de camino enripiado en mal estado a pesar de los esfuerzos por mantenerlos, debido principalmente a la permanente afluencia de camiones que transportan madera talada en el monte chaqueño. 
Un problema que enfrenta el ambiente de Rivadavia es la deforestación debido, fundamentalmente, a la extracción de los diversos tipos de madera que encuentra en la zona. Por la tala indiscriminada especies como el quebracho blanco y el colorado, la tipa, algarrobo, palo santo, palo amarillo se encuentran en peligro de desaparecer, añadiéndose una alteración en el medio y perjudica a los pueblos originarios que dependen de él para su subsistencia.
Las sequías de los años 2011 al 2013 demostraron el fuerte impacto del cambio climático y afecta a la población en general, pero sobre todo a las comunidades originarias Wichi debido a su vulnerabilidad y principalmente porque sus recursos naturales de subsistencia se están viendo afectados, muchas especies nativas están desapareciendo.

## Río Teuquito o Bermejito

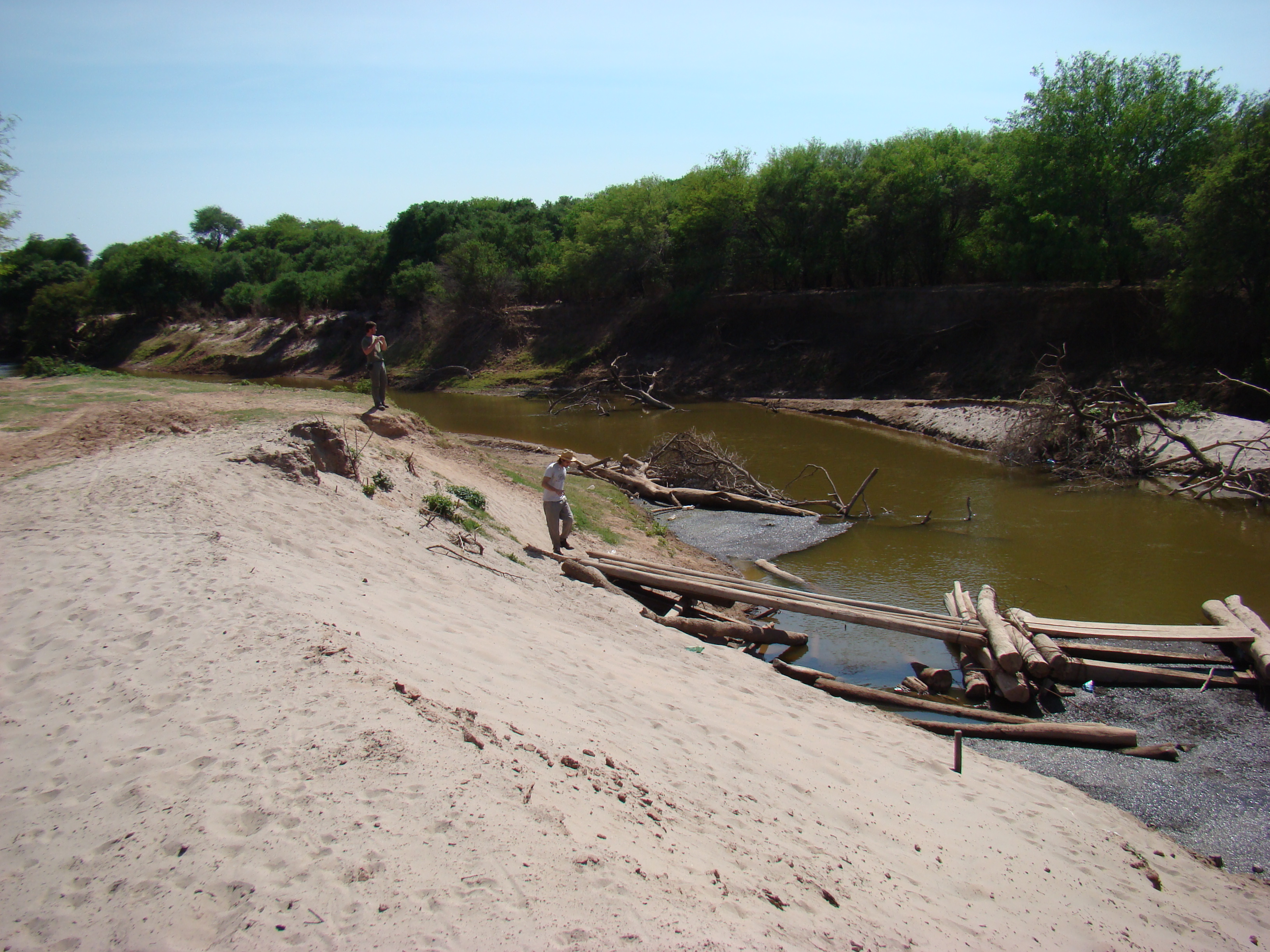
Río Teuco, en cercanías de Rivadavia Banda Sur.

La localidad de Rivadavia fue fundada a orillas del río Bermejo, pero en el último tercio del siglo XX éste cambió su curso y ocupa un cauce muchos kilómetros al norte, el río Teuco. El antiguo cauce, ahora llamado río Bermejito o Teuquito, aún corre 1,5 km al sur de Rivadavia, pero su caudal es muy variable: en invierno y primavera usualmente está seco, mientras en verano y otoño lleva aguas procedentes del río Bermejo, del cual hace las veces de aliviador, y de los ríos Del Valle y Dorado, procedentes de la zona de Apolinario Saravia, produciendo en ocasiones grandes crecientes.
No obstante, estos aportes de verano y la gran cantidad de sedimentos que aportan generan la formación de madrejones que funcionan como reservas de agua, que permiten el abastecimiento de agua durante la época seca tanto para animales como para los pobladores de la zona.

## Clima

### Registro récord de calor
El supuesto récord de 11 de diciembre de 1905 de 48,9 °C (120,0 °F) es de carácter controversial. La estación meteorológica de Rivadavia no contaba con abrigo Stevenson, por lo tanto los registros de temperatura de principios del siglo XX están sobrestimados. La estación sistemáticamente registraba datos de temperatura que nunca volvieron a registrarse en otras ocasiones análogas.
El clima de Rivadavia es del tipo clima semiárido cálido (BSh) , de acuerdo con la clasificación climática de Köppen.
| Parámetros climáticos promedio de Rivadavia (Salta)                                                                  | Parámetros climáticos promedio de Rivadavia (Salta) | Parámetros climáticos promedio de Rivadavia (Salta) | Parámetros climáticos promedio de Rivadavia (Salta) | Parámetros climáticos promedio de Rivadavia (Salta) | Parámetros climáticos promedio de Rivadavia (Salta) | Parámetros climáticos promedio de Rivadavia (Salta) | Parámetros climáticos promedio de Rivadavia (Salta) | Parámetros climáticos promedio de Rivadavia (Salta) | Parámetros climáticos promedio de Rivadavia (Salta) | Parámetros climáticos promedio de Rivadavia (Salta) | Parámetros climáticos promedio de Rivadavia (Salta) | Parámetros climáticos promedio de Rivadavia (Salta) | Parámetros climáticos promedio de Rivadavia (Salta) |
| Mes | Ene.                                                | Feb.                                                | Mar.                                                | Abr.                                                | May.                                                | Jun.                                                | Jul.                                                | Ago.                                                | Sep.                                                | Oct.                                                | Nov.                                                | Dic.                                                | Anual                                               |
| --- | --------------------------------------------------- | --------------------------------------------------- | --------------------------------------------------- | --------------------------------------------------- | --------------------------------------------------- | --------------------------------------------------- | --------------------------------------------------- | --------------------------------------------------- | --------------------------------------------------- | --------------------------------------------------- | --------------------------------------------------- | --------------------------------------------------- | --------------------------------------------------- |
| Temp. máx. abs. (°C)                                                                                                 | 46.5                                                | 46.5                                                | 45.0                                                | 41.5                                                | 37.3                                                | 35.4                                                | 38.0                                                | 41.8                                                | 45.5                                                | 46.0                                                | 46.5                                                | 48.9                                                | 48.9                                                |
| Temp. máx. media (°C)                                                                                                | 35.8                                                | 34.4                                                | 32.4                                                | 28.6                                                | 25.8                                                | 22.7                                                | 24.0                                                | 27.0                                                | 29.7                                                | 33.2                                                | 34.4                                                | 35.5                                                | 30.3                                                |
| Temp. media (°C) | 28.9                                                | 27.9                                                | 26.3                                                | 22.9                                                | 20.0                                                | 16.7                                                | 16.9                                                | 19.2                                                | 21.9                                                | 25.6                                                | 27.2                                                | 28.4                                                | 23.5                                                |
| Temp. mín. media (°C)                                                                                                | 22.1                                                | 21.5                                                | 20.3                                                | 17.2                                                | 14.2                                                | 10.8                                                | 9.9                                                 | 11.4                                                | 14.2                                                | 18.0                                                | 20.0                                                | 21.4                                                | 16.8                                                |
| Temp. mín. abs. (°C)                                                                                                 | 10.1                                                | 11.0                                                | 8.6                                                 | 3.0                                                 | -0.6                                                | -3.0                                                | -5.3                                                | -3.2                                                | -1.0                                                | 4.0                                                 | 4.0                                                 | 10.4                                                | -5.3                                                |
| Precipitación total (mm)                                                                                             | 128.1                                               | 97.7                                                | 91.3                                                | 64.4                                                | 16.7                                                | 10.9                                                | 4.4                                                 | 4.1                                                 | 13.6                                                | 42.9                                                | 76.6                                                | 115.3                                               | 666                                                 |
| Días de precipitaciones (≥ 0.1 mm)                                                                                   | 9                                                   | 9                                                   | 10                                                  | 8                                                   | 6                                                   | 4                                                   | 3                                                   | 1                                                   | 2                                                   | 5                                                   | 9                                                   | 9                                                   | 75                                                  |
| Horas de sol | 248                                                 | 254                                                 | 248                                                 | 180                                                 | 186                                                 | 120                                                 | 155                                                 | 217                                                 | 210                                                 | 248                                                 | 240                                                 | 248                                                 | 2554                                                |
| Humedad relativa (%)                                                                                                 | 66                                                  | 66                                                  | 72                                                  | 78                                                  | 75                                                  | 73                                                  | 66                                                  | 58                                                  | 55                                                  | 54                                                  | 62                                                  | 65                                                  | 66                                                  |
| Fuente n.º 1: NOAA, Meteo Climat                                                                                     |                                                     |                                                     |                                                     |                                                     |                                                     |                                                     |                                                     |                                                     |                                                     |                                                     |                                                     |                                                     |                                                     |
| Fuente n.º 2: Servicio Meteorológico Nacional (días de precipitación, humedad) Deutscher Wetterdienst (horas de sol) |                                                     |                                                     |                                                     |                                                     |                                                     |                                                     |                                                     |                                                     |                                                     |                                                     |                                                     |                                                     |                                                     |

## Fauna

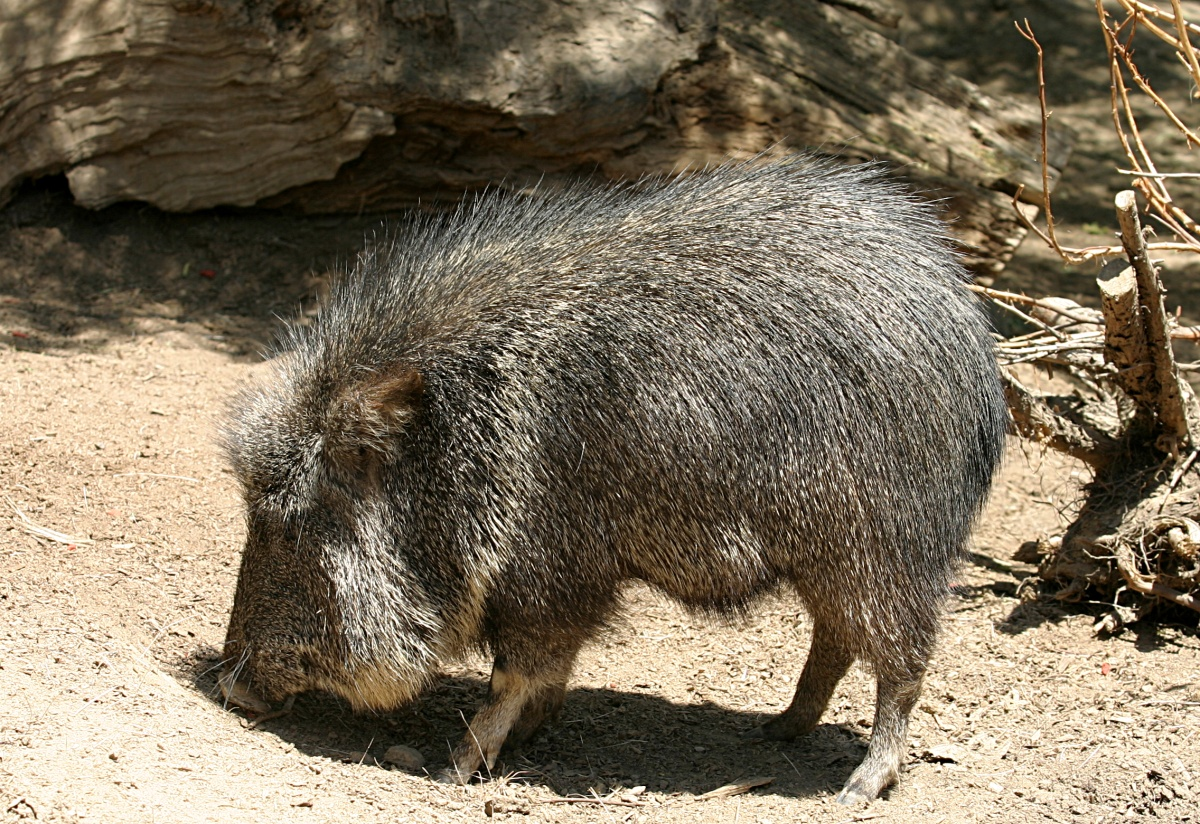
El chancho quimilero, una de las especies faunísticas más destacadas de las que habitan en Rivadavia.

En esta localidad se descubrió una nueva especie de garrapata: Amblyomma boeroi, que parasita al chancho quimilero, una de las tres especies de pecaríes que habitan en el distrito occidental de la provincia fitogeográfica del Chaco.

## Parroquias de la Iglesia católica en Rivadavia
| Diócesis   | Nueva Orán                                            |
| ---------- | ----------------------------------------------------- |
| Parroquias | Nuestra Señora del Merced, Señor y Virgen del Milagro |